# Stationsdienst (Marine)
Kriegsschiffe der Kaiserlichen Marine leisteten in Übersee Stationsdienst, um die Interessen des Deutschen Kaiserreiches zu wahren. Dazu gehörten die Sicherung der Seewege und Häfen und die Bekämpfung der Piraterie. Für die Niederschlagung von Aufständen wurde zuweilen Marineinfanterie eingeschifft. Eingesetzt wurden Auslandskreuzer und typneutrale Stationsschiffe (Stationäre).
Bedeutende Auslandsstationen Deutschlands lagen seit Herbst 1867 für die Stationen West- und Ostafrika in Kapstadt und Sansibar, für die Südseestation in Sydney und Apia, für Ostasien in Yokohama und Hongkong und für das Mittelmeer in Konstantinopel. Ab 1894 kamen in Kamerun, Deutsch-Südwestafrika, Deutsch-Ostafrika, Deutsch-Samoa und Kiautschou eigene Stützpunkte hinzu.

## Besetzung überseeischer Stationen (1914)
- Australien: Kanonenboote Geier und Cormoran; Vermessungsschiff Planet; Gouvernementsschiff Komet
- Ostafrika: Kleiner Kreuzer Königsberg; Vermessungsschiff Möwe
- Westafrika: Kanonenboote Eber und Panther[1]
- Amerika: Kleine Kreuzer Karlsruhe und Dresden[2]
- Mittelmeer: Schlachtkreuzer Goeben; Kleiner Kreuzer Breslau; Stationsyacht Loreley.